# Will We Be Strangers
Will We Be Strangers è un singolo della cantautrice italiana Elisa, pubblicato il 13 aprile 2018.

## Descrizione
Il brano viene presentato in anteprima dalla cantante in una performance durante il European Tour 2018 al Jazz Café di Londra l'8 aprile 2018.
Il singolo segna il passaggio dalla casa discografica Sugar Music alla Universal Music Group e vede la partecipazione nella produzione di Big Fish.

## Video musicale
Il videoclip è stato pubblicato il 27 aprile 2018 sul canale Vevo-YouTube della cantante.

## Tracce
Testi di Elisa, Alla Rich, Jud Joseph Friedman, Massimiliano Dagani, musiche di  Big Fish.
1. Will We Be Strangers – 3:38